# 산림약용자원연구소
산림약용자원연구소(山林藥用資原硏究所)는 국립산림과학원의 소관사무를 분장하는 소속기관이다. 2016년 5월 10일 발족하였으며, 경상북도 영주시 풍기읍 소백로 2009에 위치하고 있다. 소장은 임업연구관으로 보한다.

## 연혁
- 2016년 5월 10일: 국립산림과학원 소속으로 산림약용자원연구소 설치.[2]

## 관할구역
- 경상북도